# Luis Ángel Morales
Luis Ángel Morales Rojas (22 de octubre de 1992) es un futbolista Mexicano, Mediocampista que actualmente juega en el Club Atlético La Paz de la Liga de Expansión MX. 
Fue contratado por el Club Deportivo Guadalajara en el 2012, después de un partido amistoso entre Vaqueros de Ixtlan y el Rebaño, donde sería su último partido en los Vaqueros de Ixtlán.
Debutó en primera división en el Club Deportivo Guadalajara en el torneo apertura 2012.
El Club Deportivo Guadalajara y Pachuca Club de Fútbol, llegaron a un acuerdo en donde Luis Ángel Morales pasaría a los Tuzos y Néstor Vidrio a Chivas para el Apertura 2013.
El 10 de diciembre de 2013 el club Monarcas Morelia lo anunció como refuerzo para el próximo torneo y su compromiso en la Copa Libertadores 2014.
Luego de estar jugando en varios equipos de la Liga de Ascenso de México y de la Serie A de México, finalmente, el "Vaquero" firma con los Alteños de Tepatitlán.

## Clubes
| Club                       | País   | Año             |
| -------------------------- | ------ | --------------- |
| Vaqueros de Ixtlán         | México | 2011 - 2012     |
| Club Deportivo Guadalajara | México | 2012 - 2013     |
| Club de Fútbol Pachuca     | México | 2013            |
| Monarcas Morelia           | México | 2014 - 2015     |
| Correcaminos de la UAT     | México | 2015 - 2016     |
| Tlaxcala Fútbol Club       | México | 2016 - 2017     |
| Mineros de Zacatecas       | México | 2017 - 2018     |
| Reboceros de La Piedad     | México | 2019            |
| Alacranes de Durango       | México | 2019 - 2020     |
| Tepatitlán Fútbol Club     | México | 2021            |
| Tlaxcala Fútbol Club       | México | 2021 - 2022     |
| Club Atlético La Paz       | México | 2023 - presente |

## Palmarés

### Campeonatos nacionales
| Título               | Equipo           | País   | Año           |
| -------------------- | ---------------- | ------ | ------------- |
| SuperCopa MX         | Monarcas Morelia | México | 2014          |
| Liga de Expansión MX | Tepatitlán F.C   | México | Clausura 2021 |
| Campeón de Campeones | Tepatitlán F.C   | México | 2020-2021     |

- Datos: Q799559